# Allt fullkomnat är, o Jesu
Allt fullkomnat är, o Jesu är en kristen psalm. Texten är skriven av Frans Michael Franzén och Johan Olof Wallin.

## Publicerad i
- 1819 års psalmbok, som nummer 116 under rubriken "9. Jesu himmelsfärd".
- Den svenska psalmboken 1937, som nummer 607 under rubriken " Hymner och sånger för särskilda gudstjänster".